# Йежещица
Йежещица (на сръбски: Јежештица) е село в Република Сръбска (Босна и Херцеговина), част от община Братунац. Населението е 355 при преброяване от 2013 г., предимно сърби.

## География
Селото е разположено на голяма равнина. През него тече река, на която има воденица, разрушена по време на войната и възстановена по-късно с усилията на местния жител Драгомир Миладинович. Площта на обработваемата земя е 946 хектара.

## История
По време на разпадането на Югославия и Босненската война селото е опожарено до основи, а по-голямата част от населението му е принудено да избяга. На два пъти селото е атакувано от бойци на АРБиХ , водени от Насер Орич . На 8 август 1992 г. при първата атака са убити 9 местни сърби, а всички къщи в селото са ограбени, опожарени и разрушени. Втората атака се състои на 7 януари 1993 г. на Коледа и е особено жестока . При нападението са убити няколко десетки граждани, а много са били изгонени. Според показанията на Ибран Мустафич, който е бил член на Партията на демократичното действие от Сребреница през 1990 г. и е бил свидетел в МНСБЮ, след нападението на Насер Орич срещу Йежещица, човек тичал из Сребреница, държейки отрязана глава в ръцете си и плашил местното население . При атентата са сериозно пострадали селата Кравица, Шилковичи и Баневичи.
През 1992 и 1993 г. 56 сърби стават жертва на мюсюлмански атаки, а самите екстремисти изгарят 110 къщи. През 2012 г. местният съвет подкрепя инициативата за издигане на паметник на 56 сърби, станали жертви на мюсюлмански терор.